# Ryan Christie
Ryan Christie, né le 22 février 1995 à Inverness en Écosse, est un footballeur international écossais évoluant au poste de milieu offensif avec l'AFC Bournemouth.

## Biographie

### En club
Le 1er septembre 2015, il rejoint le Celtic FC.
Le 24 janvier 2017 il est prêté jusqu'à la fin de la saison à l'Aberdeen FC.
Le 31 août 2021, Ryan Christie rejoint l'Angleterre en signant en faveur de l'AFC Bournemouth pour un contrat de trois ans,. Il inscrit son premier but pour Bournemouth le 30 décembre 2021 contre Cardiff City. Titulaire, il ouvre le score ce jour-là, et son équipe l'emporte par trois buts à zéro.

### En sélection
Christie est convoqué pour la première fois en équipe d'Écosse par Malky Mackay en novembre 2017. Le 9 novembre, il est titulaire face aux Pays-Bas durant une défaite 0-1 en amical.
Le 16 novembre 2019, Christie marque son premier but international en ouvrant le score contre Chypre lors d'un succès 1-2 en éliminatoires de l'Euro 2020.
Le 12 novembre 2020, Christie ouvre le score lors de la finale des barrages de la Voie de la Ligue C pour l'Euro 2020 contre la Serbie. Les Serbes parviennent à égaliser et le match va jusqu'aux tirs au but alors que Christie est remplacé avant les prolongations. L'Écosse parvient à se qualifier grâce à un arrêt décisif de David Marshall et retrouve un tournoi majeur pour la première fois depuis la Coupe du monde 1998.
Il est retenu par Steve Clarke, le sélectionneur de l'Écosse, pour participer à l'Euro 2020.
En juin 2024, il fait partie de la liste des 26 joueurs convoqués par Steve Clarke pour disputer l'Euro 2024 .

## Palmarès

### En club
- Inverness Caledonian Thistle
  - Vainqueur de la Coupe d'Écosse en 2015
- Celtic
  - Championnat d'Écosse : 2016, 2019 et 2020
  - Coupe d'Écosse : 2020
  - Coupe de la Ligue écossaise : 2018, 2019.
- AFC Bournemouth
  - Vice-champion d'Angleterre de D2 en 2022.

### Distinction personnelle
- SFWA jeune joueur de la saison en 2014-2015